# Предпенсионный возраст
Предпенсио́нный во́зраст — устанавливаемый государством или условно выделяемый возраст на несколько лет ниже пенсионного возраста. Жизненная ситуация гражданина, достигшего предпенсионного возраста, обычно отличается сложностью осуществления профессиональных перемен и поиска новой работы, часто ухудшением здоровья. Поэтому для такого гражданина могут быть предусмотрены льготы, набор которых расширяется по мере приближения к пенсионному возрасту. В современной России стандартный официальный предпенсионный возраст на 5 лет ниже возраста возникновения права выхода на пенсию.
Иногда под предпенсионным возрастом понимают не указанный выше возрастной рубеж, а период между этим рубежом и наступлением пенсионного возраста. На данный период человек обретает официальный или условный статус «предпенсионера».

## Предпенсионный возраст в России до 2019 года
До 2019 года под предпенсионным понимался возраст на 2 года моложе пенсионного. Если человек в этот период терял работу из-за сокращения штата предприятия, а служба занятости не могла предложить ему адекватного другого места работы, то разрешалось выйти на пенсию досрочно. Иногда такое решение оказывалось самым оптимальным для всех сторон, ввиду нерациональности траты усилий на адаптацию работника на новом месте, если через год-два он уйдёт.

## Предпенсионный возраст в России с 2019 года

### Исчисление предпенсионного возраста
С принятием в 2018 году закона о пенсионной реформе, предпенсионный возраст был официально закреплён как возраст на 5 лет моложе пенсионного возраста для конкретного гражданина. Согласно закону, в 2019—2028 годах возраст выхода на пенсию мужчин (женщин) — в стандартном случае — будет повышен с 60 (55) до 65 (60) лет. Это касается лиц, родившихся в 1959 (1964) году или позднее. Поэтому предпенсионный возраст также будет меняться в зависимости от года рождения, пока не достигнет 60 (55) лет, то есть возраста, считавшегося пенсионным по дореформенным правилам.
| Год рождения (женщины) | Стандартный пенсионный возраст, лет | Стандартный предпенсионный возраст, лет |
| ---------------------- | ----------------------------------- | --------------------------------------- |
| по 1963                | 55                                  | 50                                      |
| 1964                   | 55,5                                | 50,5                                    |
| 1965                   | 56,5                                | 51,5                                    |
| 1966                   | 58                                  | 53                                      |
| 1967                   | 59                                  | 54                                      |
| с 1968                 | 60                                  | 55                                      |

| Год рождения (мужчины) | Стандартный пенсионный возраст, лет | Стандартный предпенсионный возраст, лет |
| ---------------------- | ----------------------------------- | --------------------------------------- |
| по 1958                | 60                                  | 55                                      |
| 1959                   | 60,5                                | 55,5                                    |
| 1960                   | 61,5                                | 56,5                                    |
| 1961                   | 63                                  | 58                                      |
| 1962                   | 64                                  | 59                                      |
| с 1963                 | 65                                  | 60                                      |

Для ряда категорий граждан предусмотрен более ранний выход на пенсию. Это женщины с тремя и более детьми, педагоги, медики, артисты, работники вредных и опасных производств (по спецспискам), жители Крайнего Севера и другие. Соответственно, их предпенсионный возраст также ниже. В пределе он может быть ниже на столько же лет, на сколько ниже пенсионный возраст. Однако, на момент «вступления в предпенсионную стадию» данные лица должны выполнить условия для досрочной пенсии: выработать спецстаж, иметь нужное число детей и т. п., либо (только для вредных производств) продолжать работать на таких производствах.
Статус предпенсионера можно оформить документально. Кроме того введена госуслуга: можно узнать о наступлении предпенсионного возраста, чтобы сразу начать пользоваться положенными по закону льготами и преференциями.

### Льготы, предусмотренные для предпенсионеров
Для всех лиц предпенсионного возраста предусмотрены следующие льготы:
- защищённая занятость (работодатель может понести административную или уголовную ответственность за необоснованное увольнение предпенсионера);
- ежегодное право на два оплачиваемых дня для медосмотров;
- право на бесплатное переобучение с выплатой стипендии в размере МРОТ;
- увеличенное пособие по безработице в течение года.

Правительству поручено также предложить стимулы, чтобы заинтересовать предприятия и компании иметь в своих штатах граждан предпенсионного возраста.
Дополнительно, для мужчин старше 60 лет и женщин старше 55 лет действуют налоговые льготы, льготы по оплате услуг ЖКХ, в ряде случаев бесплатный проезд в общественном транспорте и прочие льготы. До реформы они полагались только пенсионерам, с началом реформы сохранены как если бы повышения пенсионного возраста не было. С этим случаются недоразумения, поскольку право на подобные льготы иногда ошибочно приписывают всем предпенсионерам, в то время как на самом деле они даются лишь более возрастной части предпенсионеров — лицам от 60 (55) лет.
Перечисленные выше правила пока введены по 2028 год, а именно на переходное время пенсионной реформы. Решений насчёт их дальнейшего действия нет.
Как и до 2019 года, в случае потери работы и невозможности нового трудоустройства, предпенсионер вправе выйти на пенсию на два года раньше повысившегося пенсионного возраста. В апреле 2023 года ФНПР предложила поправки в ранее поданный законопроект «О занятости населения», согласно которым такой досрочный выход стал бы возможным не за два, а за пять лет.

### Предпенсионеры и пенсионная реформа: реалии
С началом реформы, вызвавшей крайнюю озлобленность россиян, предпенсионеры стали социально уязвимой категорией лиц. Кроме того, они оказались наиболее грубо дезориентированы властями: помимо собственно повышения пенсионного возраста, замалчивания пенсионных планов до выборов и спешки с их продвижением в 2018 году, граждане предпенсионных когорт столкнулись с обманом именно в отношении себя: за несколько лет до реформы (2015 г.) В. В. Путин заявлял, что
«если и делать какие-то изменения по [пенсионному] возрасту, то они не должны касаться тех, кто уже практически заработал свои пенсионные права. Людей предпенсионного возраста это точно не должно касаться».
Несмотря на официальные декларации о мерах по защите лиц предпенсионного возраста на рынке труда в России, данные лица сталкиваются со значительными сложностями при трудоустройстве или сохранении за собой рабочих мест. По состоянию на конец лета 2019 года были официально трудоустроены лишь 40 % предпенсионеров; эксперты связывают это с нежеланием работодателей принимать пожилых и оформлять таких сотрудников «по белому». В СМИ описаны далеко не единичные, более частые, чем до реформы, случаи дискриминации лиц старше 50 лет, особенно женщин. Приближающихся к предпенсионному возрасту работников работодатели стали нередко увольнять под благовидными предлогами, во избежание юридических проблем после перехода такого работника в статус предпенсионера.
С весны 2020 года, ситуация на рынке труда для лиц категории «50+» дополнительно осложнилась вследствие эпидемии коронавируса, приведшей к сокращению числа рабочих мест.

## Предпенсионный возраст вне России
Вне России, понятие предпенсионного возраста (англ. pre-retirement age) используется, особенно в социологии, но строгой дефиниции не имеет. Его смысл соответствует «бытовой» интерпретации: обычно выделяют возрастной период где-то 50—64 года.
Применительно к данной возрастной категории отмечались, например, массовое прекращение работы ещё до достижения пенсионного возраста в странах ОЭСР или, скажем, многочисленные случаи переселения англичан-предпенсионеров в сельские районы. При этом во многих странах граница «до—после» пенсионного возраста не настолько радикальна, как в России, поскольку наряду с «нормальным» пенсионным возрастом существует «ранний», начиная с которого можно уже стать пенсионером, но выплаты будут пожизненно меньше. На стадии обсуждения пенсионного законопроекта звучали предложения ввести такую систему в РФ, разрешив самому человеку определять момент ухода на пенсию и поставив размер пенсии в зависимость от этого момента по принципу «чем позже, тем больше».